# 科尔蒂诺
科尔蒂诺（義大利語：Cortino），是意大利泰拉莫省的一个市镇。总面积62平方公里，人口721人，人口密度11.6人/平方公里（2009年）。ISTAT代码为067022。